# María Capovilla
María Esther de Capovilla (rojena kot María Ester Heredia Lecaro), ekvadorska superstoletnica, * 14. september 1889, Guayaquil, † 27. avgust 2006, Guayaquil.
Capovillo je 9. decembra 2005 Guinnesova knjiga rekordov potrdila kot najstarejšo znano Zemljanko. Ob smrti je bila šesta najstarejša oseba v zgodovini, katere starost je bila polno dokumentirana in uradno potrjena, pa tudi zadnja priznana še živeča oseba iz 80. let 19. stoletja.
1. ↑  http://news.bbc.co.uk/1/hi/world/americas/5293436.stm